# Step-motor

## Kort om step-motorer
En step-motor er en form for elektromotor hvis bevægelser kan styres i små vinkeltrin og dermed mere præcis end gængse elektromoterer. De bruges for eksempel til at flytte læse/skrivehovedet i CNC-maskiner, plottere, printere, CD-, DVD- og diskettedrev, i robotter og andre steder, hvor det er vigtigt at kunne bevæge noget hen til en veldefineret, forudbestemt position. Til gengæld for den præcise styring er step-motorer mindre energieffektive end "normale" elektromotorer.

## Virkemåde
Som i almindelige elektromotorer findes der i step-motorer et antal elektriske spoler og evt. permanente magneter, men hvor almindelige elektromotorer af sig selv omkobler strømmen i spolerne (via kommutatoren) så motoren bliver ved med at køre videre, skal der til step-motorer bruges noget ekstern elektronik til at levere strøm-pulser til de forskellige spoler i den rigtige rækkefølge.
Hver impuls får motorens akse til at dreje sig en ganske bestemt vinkel, f.eks. 45 eller 15 grader eller mindre, så ved at levere et bestemt antal impulser kan man få motoren til at dreje sin akse med enhver vinkel, der er et helt multiplum af 45°, 15° eller mindre. Og ved at bytte om på den rækkefølge som spolerne modtager deres elektriske impulser i, kan man skifte omløbsretning.
Når en stepmotor er "kørt" hen til den ønskede position, kan man opretholde en såkaldt "holdestrøm" i de spoler, der modtog den sidste impuls: Så virker motoren som en slags låse- eller bremseanordning der søger at fastholde motorakslens aktuelle position.
En step-motors rotation er sammensat af 2 dele; inertimoment (dynamisk) og drejningsmoment fra strømmene gennem spolerne. Drejningsmomentet i en permanentmagnet step-motor fra strømmene findes kun, når rotorens nordpoler ikke er lige ud for statorens syd- eller nordpoler. Drejningsmomentet er maksimalt for en vilkårlig strøm forskellig fra nul, når rotorens nord- og sydpoler er halvvejs mellem statorens nord- og sydpoler.

## Typer
Der er følgende typer at step-motorer:
- Permanentmagnet
  - Bipolar – har 4 spoler, der er forbundet parvis i serie. Har normalt 4 tilledninger. 2 per spolepar.
  - Unipolar – har 4 spoler hvor man for det meste forbinder dem parvis i serie, med midtertilledning. Kan have fra 5..8 tilledninger.
- Reluktans, uden permanentmagnet – kan have flere spoler.

Hvis man i en reluktans step-motor frakobler strømmen helt, er der ikke noget der "holder" på motorens aksel: Så kan man med håndkraft eller andre motorer relativt nemt dreje akslen rundt.

## Analog styring af en step-motor
Simpelt set kræver det 2 sinusformede vekselstrømme 90 grader forskudt, som f.eks. kan fås via 2 brokoblede lineare strømeffektforstærkere (=H-broer, fuld-broer). Dette er analog styring.
For bipolare step-motorer forbindes midterpunkterne, fællespunkterne ikke eller til forsyningsspænding halve.
Retningen af step-motoren ændres ved at vende en af sinusstrømmene – f.eks. ved at vende en af spolernes strømfaser 180 grader. Men inden dette sker skal step-motoren få bragt sin hastighed ned til stilstand, hvorefter den nye rotationsretning startes.
Kilden til de 2 vekselstrømme kan f.eks. være en lavfrekvens "tone"-generator med variabel frekvens (linear "clock").
"Tone"-generatoren skal kunne sættes helt i stå i en vilkårlig fase. Dette betyder at den kan være trinløs/step-løs.
Dette er den næsten ideelle fødning af en stepmotor.

## Digital styring af en step-motor
I sædvanlig praksis anvender man ikke lineare effektforstærkere, men derimod "on-off"-"forstærkning". Dette kaldes digitalstyring.
En "on"/"off" styring kan lave helstep og halvstep.
Fordelen ved digitalstyring er, at den "digitale tonegenerator"/clock er simplere at lave og det er styringen af effektforstærkerne også. Der afsættes mindre energi/effekt i effektforstærkerne.

### Digital input styresignaler
- Pulsgiver, taktgiver (Clock, CLK) – som bestemmer stepmotorens rotorhastighed og faktisk antal skridt, step (eller halvskridt).
- Retningen (direction, dir) – som bestemmer stepmotorens rotorretning.
- Evt. signal om taktstyresignalet signalerer helskridt eller halvskridt.

### En kredsløbsblok kaldet "translator"
Formålet med denne blok er at oversætte clock og retningen til "driver" kontrolsignaler.
Unipolar
- Obligatorisk er 1 signal til hver af de 4 spoleender, som signalerer om de skal have strøm eller ikke.

Bipolar
- Obligatorisk er 2 fase-signaler til hver fuldbro, som signalerer om hver fuldbros 2 grene skal være lave eller høje. Herudover 2 kontrolsignaler til hver sin fuldbro, som signalerer om broens udgange skal være svævende.
- Denne blok styrer via driveren de 2 brokoblede effektforstærkere digitalt (on,off). Men da styringen er digital, kan der i kortere tid ske det, at den ene gren i en brokoblet forstærker får signal om at både nedre og øvre transistor skal være "on". Dette udløser en "katastrofe", hvor en eller begge transistorer brænder af. Derfor skal man sikre sig at "translator" eller "driver"-blokken forhindrer dette med det rette design. Det der skal til, er et kortvarigt tidspunkt, hvor begge transistorer får off-signal, så den af dem der var "on" får tid til at slukke. Dette kaldes er "dead-time" tidsintervallet.

### "Driver"
"Driver"-blokken er den, som ændrer on/off signalerne fra logikspænding "5V" til spændinger og strømme, der er anvendelige til at styre effekttransistorer.
Driverens design afhænger af om step-motoren er unipolar eller bipolar.

### Effekttransistorer
Den sidste blok er selve effekttransistorerne, som evt. kan kræve køling. Det er normalt nødvendigt med dioder over transistorerne. Effekt MOSFETs har disse dioder indbygget.
Effekttransistorernes placering afhænger af om step-motoren er unipolar (kun pull-down eller pull-up-effekttransistorer anvendes; 4 stk) eller bipolar (2 fuldbroer; 8 effekttransistorer).
"Driver" og effekttransistorblokken udgør tilsammen effektforstærkerne.

## Mindre step end halve
Hvis en stepmotorstyring skal kunne styres i mindre trin/step end halve, så skal translatorblokken ændres, så output er analoge signaler evt. i trin. Man får brug for D/A-konvertere. Alternativt kan den mere effektive metode pulsbreddemodulation (PWM) anvendes.
Dette kræver igen at effektforstærkeren også er eller simulerer analog/linear og f.eks. kører i klasse B, C eller D(herunder PWM). Men omkostningen ved anvendelse af klasse B og C er et stort effekttab i effektforstærken. Kun hvis klasse D eller PWM anvendes, vil effekttabet kunne være lavt.

## Implementeringsmuligheder
Translatorblokken med digitalstyring, D/A-output eller PWM-output kan lægges/implementeres/"simuleres" i en mikrocontroller (f.eks. en PIC).

## Generelt om step-motorstyring
- Godt dokument: STMicroelectronics: Stepper motor driving (klik på pdf symbolet)
- Operation principle of stepper motor Arkiveret 10. april 2005 hos  Wayback Machine
- Inkl. vejviser: epanorama.net: Stepper motors
- Control of Stepping Motors. A Tutorial by Douglas W. Jones
- piclist.com: Driving Bipolar Stepper Motors, kopi
- PIC Stepper Motor Controller med kildekodeeksempler.
- Current Control in Stepper Motors Arkiveret 3. april 2005 hos  Wayback Machine Ved hjælp af dette kredsløb kan drejningsmomentets styrke bibeholdes for større hastigheder. (Der er 2 fejl i det første diagram. Forbindelsen mellem BDW84 basis og jord skal fjernes og kollektor og emitter skal byttes.)

## Kredsløbseksempler
- Microchip AN822, [bipolar] Stepper Motor Microstepping with PIC18C452 (+L298+74HC08+74HC04 (evt. HCT udgaver)) (pdf)
- Download the latest PICStep Sources (2*LMD18245+PIC16F628A) Arkiveret 12. juni 2005 hos  Wayback Machine
- PIC16F84 baseret: Stepper controllers can be STRONG, smooth and cheap! LiniStepper! (Open Source men ikke GPL)
- "Stepper Motor" project
- PIC Circuits Gallery: Stepper Motor controller Arkiveret 22. maj 2005 hos  Wayback Machine
- Do it yourself projects Arkiveret 4. april 2005 hos  Wayback Machine Mange step-motorstyringer.
  - phasegen Arkiveret 22. juni 2005 hos  Wayback Machine simpel unipolar styring med retning og hastighed.
  - The extremely simple circuit in Fig 1 drives a stepper motor directly from 12V ac, 60 Hz power supply Arkiveret 6. marts 2005 hos  Wayback Machine Kondensator på 6,8 uF formål er at faseskifte den ene bipolare vikling ca. 90 grader.

## Eksempel påICeremed alle kredsløbsblokke
- MOSFET baserede:
  - allegromicro.com Arkiveret 10. maj 2005 hos  Wayback Machine Se under f.eks. på A3982..A3984.

## Eksempel på "translator"-blok ICere
Tekst mangler, hjælp os med at skrive teksten

## Eksempel på "driver"-blok ICere
- MOSFET drivere:
  - Halvbroer driver: IR2184, (IR21844 med dead-time ben og større afstand mellem high og low ben). Begge 10..600V max.
  - Halvbroer driver: LM5104 – High Voltage Half-Bridge Gate Driver with Adaptive Delay 9..100V max.
  - HIP4081A (til styring af effekt MOSFETs, bipolar, fuldbro, 10..80V max.)

## Eksempel på ICere med "driver" og effekttransistorer
- MOSFET baserede:
  - LMD18245: 3A, 55V DMOS Full-Bridge Motor Driver Arkiveret 11. juni 2005 hos  Wayback Machine (0,25 Ron, strømstyring)
  - LMD18200: 3A, 55V DMOS Full-Bridge Motor Driver Arkiveret 4. april 2005 hos  Wayback Machine
- Bipolare transistorbaserede:
  - UDN2916 datablad (pdf) Arkiveret 14. maj 2005 hos  Wayback Machine bipolar 10..45V og 750mA.
  - Anvendelseseksempel: L298"high current dual full-bridge driver designed to accept standard TTL logic levels" (pdf) 46V max.